# Distretto di Yusufeli
Il distretto di Yusufeli (in turco Yusufeli ilçesi) è uno dei distretti della provincia di Artvin, in Turchia.